# Château de Castelbouc
Zřícenina skalního hradu Château de Castelbouc se nalézá na vysokém skalním útesu nad stejnojmennou osadou v údolí Gorges du Tarn asi 5 km jihovýchodně od městečka Sainte-Enimie ve francouzském departementu Lozère.

## Historie
První zmínka o hradu Château de Castelbouc pochází z 12. století, kdy jej vlastnil Etienne de Castelbouc, vazal Elie de Montbrun. Ten byl velitelem templářské komendy v Larzacu. Ve druhé polovině 16. století se jednotliví baroni z Gévaudanu rozhodli zničit četné hrady a tvrze v regionu - pravděpodobně proto, aby se zde nemohli ukrývat protestanti prchající v průběhu hugenotských válek. V roce 1592 byl rozbořen i hrad Château de Castelbouc.

## Legenda
Ve 13. století se Raymond de Castelbouc, tehdejší pán hradu, odmítl vydat na křížovou výpravu. Jeho příběh stojí u zrodu legendy, podle níž dostal hrad své jméno. Tato legenda vypráví, že během křížové výpravy, kdy všichni páni a muži z regionu odjeli, se pán, který se zdráhal bojovat, rozhodl zůstat na hradě. Pán si tak získal přízeň místních žen, které zoufale čekaly, až se jejich muži vrátí z křížové výpravy. Dělal vše, co bylo v jeho silách, aby uspokojil jejich touhy, a to natolik, že zemřel vyčerpáním. Po jeho smrti nad hradem létá jeho duch v podobě kozla, chlípného zvířete, který dal místu jméno.

## Galerie

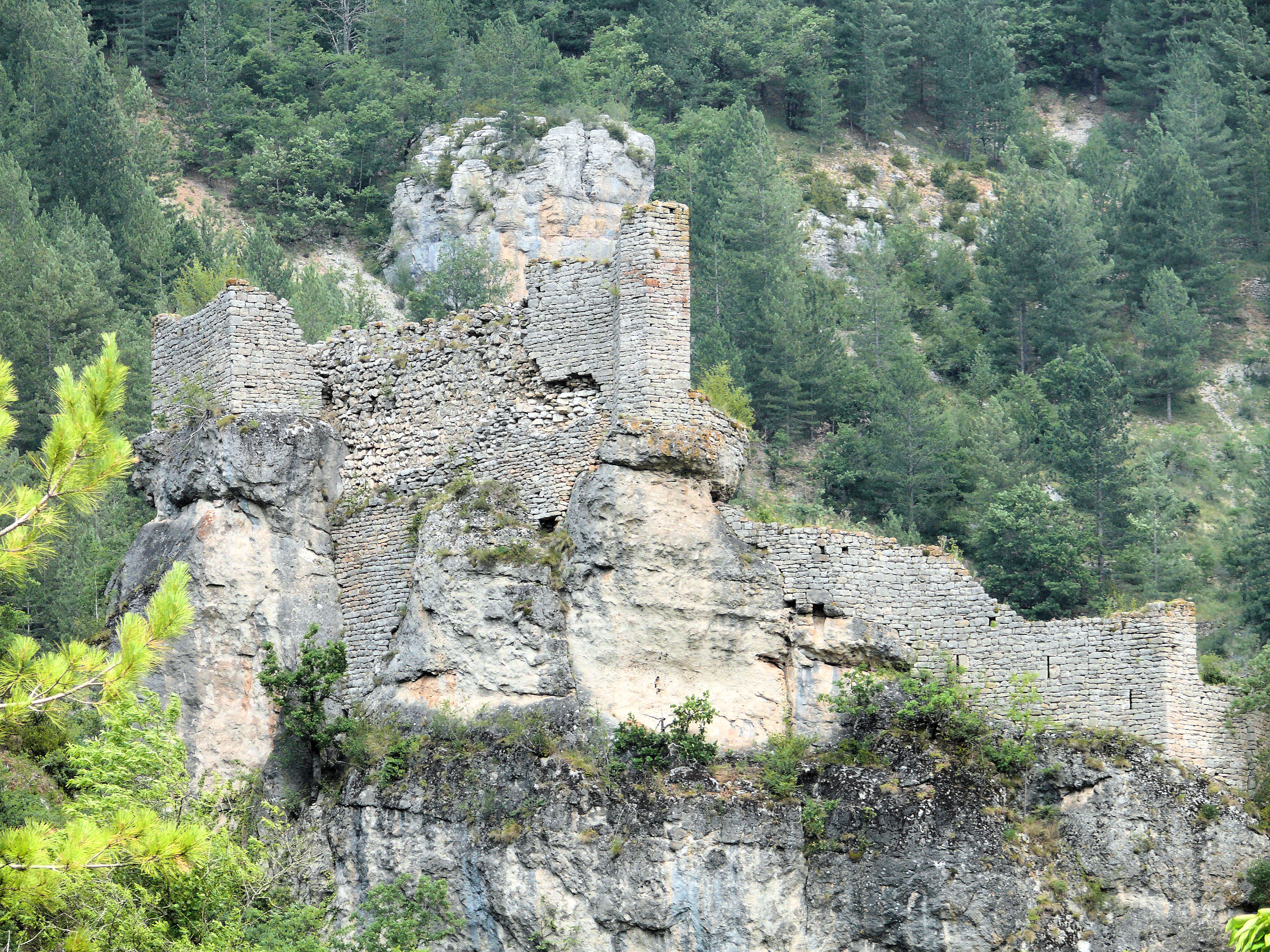
pohled na zříceninu hradu Château de Castelbouc
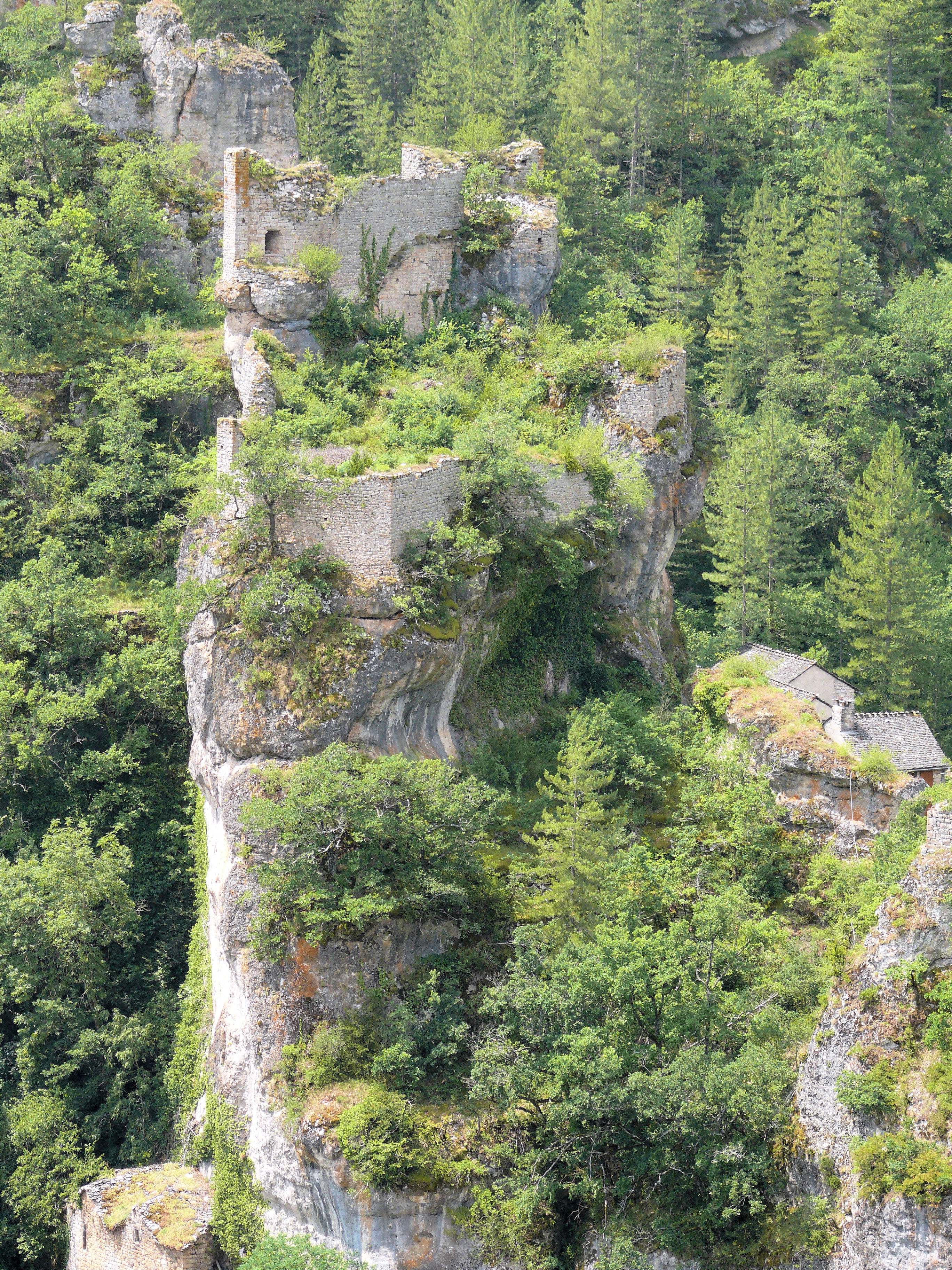
pohled na zříceninu hradu Château de Castelbouc
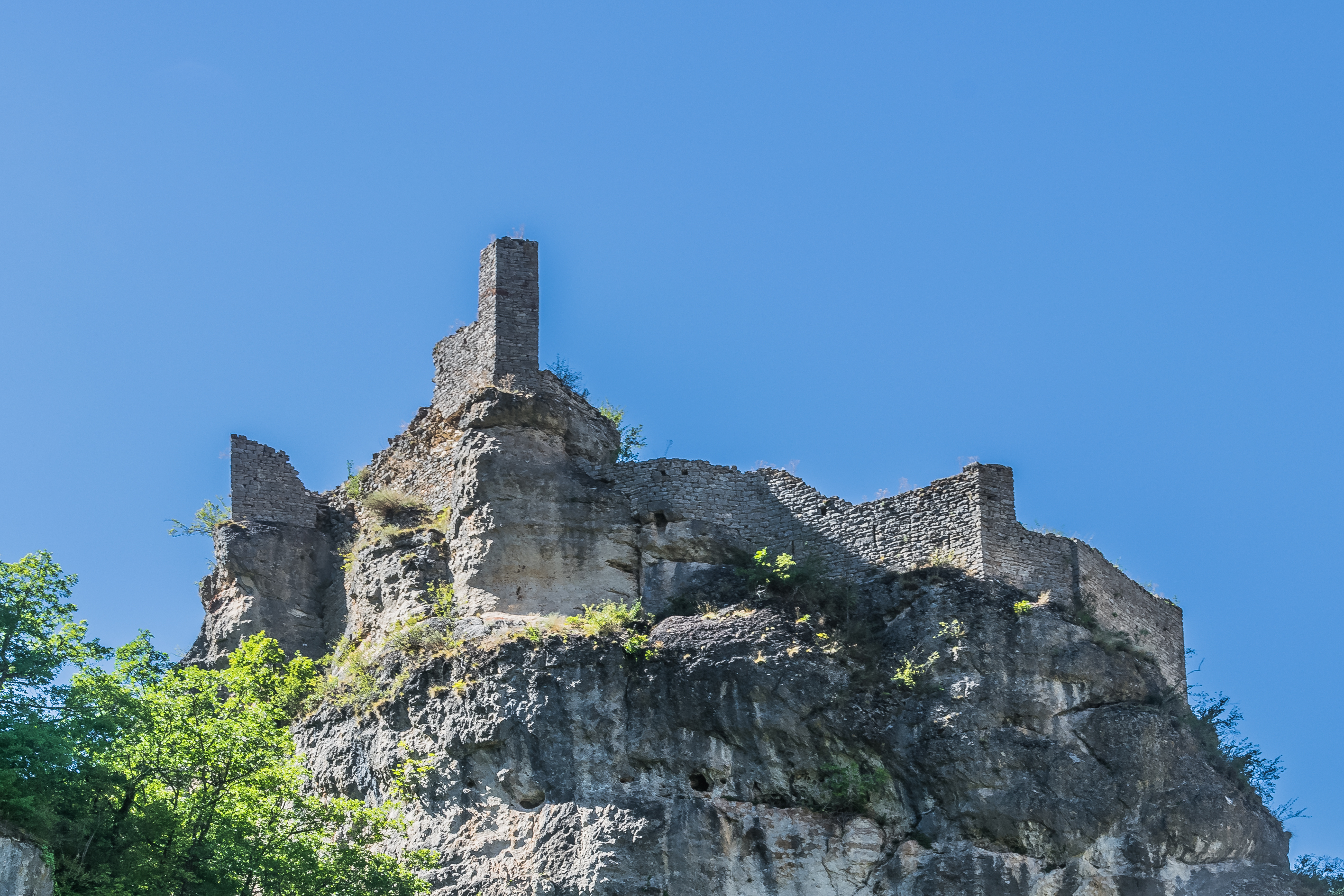
pohled na zříceninu hradu Château de Casetebouc
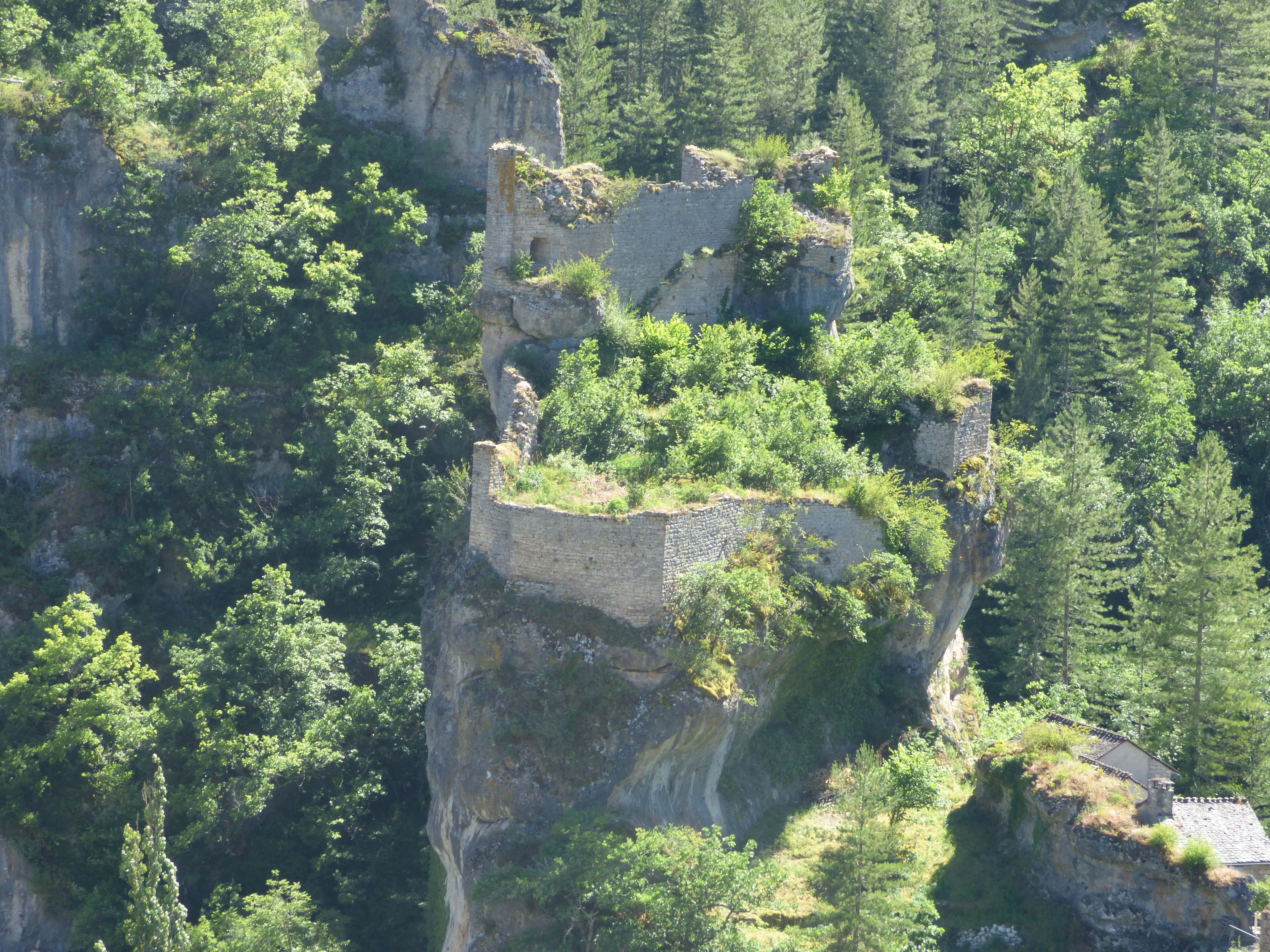
pohled na zříceninu hradu Château de Castelbouc
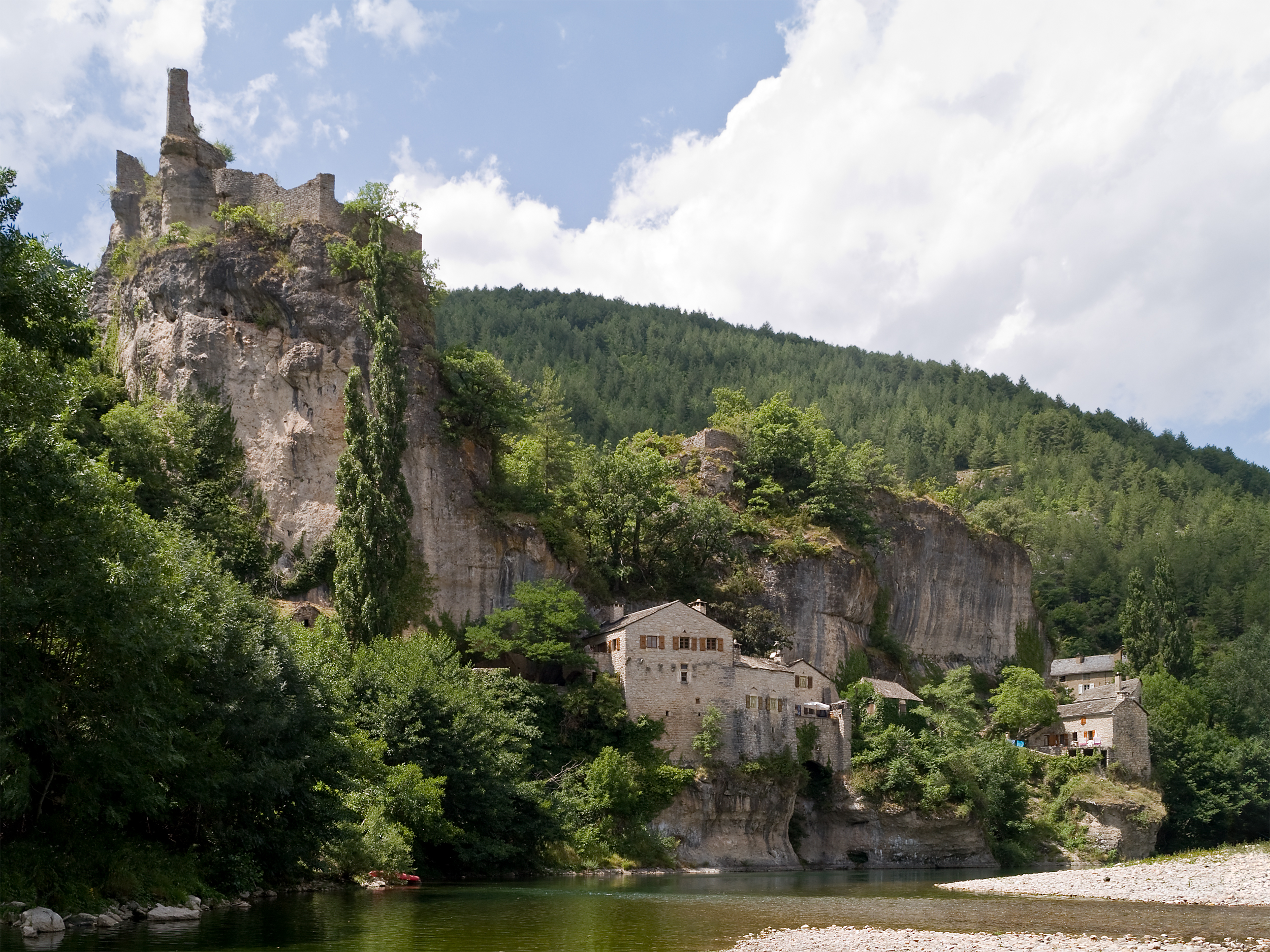
pohled na zříceninu hradu Château de Castelbouc
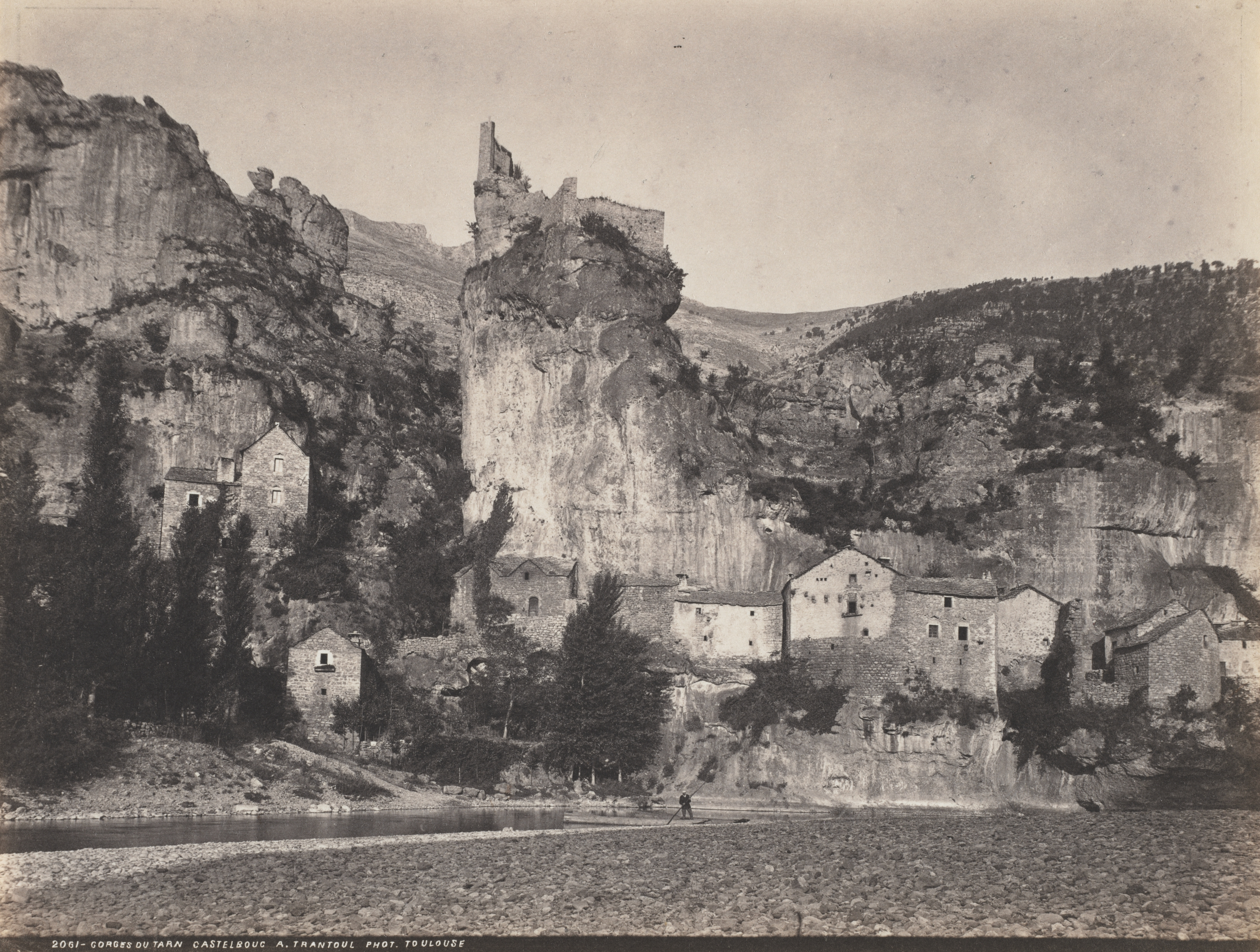
historická fotografie hradu z roku 1870